# Rivières (Charente)
Rivières è un comune francese di 1 886 abitanti situato nel dipartimento della Charente, nella regione della Nuova Aquitania.

## Società

### Evoluzione demografica
Abitanti censiti